# John Koza
John R. Koza é um cientista da computação e professor consultor na Universidade de Stanford, reconhecido pelo uso pioneiro de programação genética para otimização de problemas complexos. Koza é co-fundador da Scientific Games Corporation, empresa que desenvolve sistemas utilizados por loterias estaduais americanas. Koza obteve o título de doutor em Ciência da Computação pela Universidade de Michigan em 1972. O título de sua tese foi "On Inducing a Non-Trivial, Parsimonious Grammar for a Given Sample of Sentences".
John Koza tem sua própria empresa, Genetic Programming Inc. Para suas pesquisas, utiliza um cluster Beowulf com 1000 nós, formado por processadores Pentium II e DEC Alpha. 

## Trabalhos de Koza (inglês)
1. Koza, J.R. (1990). Genetic Programming: A Paradigm for Genetically Breeding Populations of Computer Programs to Solve Problems, Stanford University Computer Science Department technical report STAN-CS-90-1314 (http://www.genetic-programming.com/jkpdf/tr1314.pdf). A thorough report, possibly used as a draft to his 1992 book.
2. Koza, J.R. (1992). Genetic Programming: On the Programming of Computers by Means of Natural Selection, MIT Press. ISBN 0-262-11170-5
3. Koza, J.R. (1994). Genetic Programming II: Automatic Discovery of Reusable Programs, MIT Press.  ISBN 0-262-11189-6
4. Koza, J.R.; Goldberg, David; Fogel, David; & Riolo, Rick, (Eds.) (1996). Genetic Programming 1996: Proceedings of the First Annual Conference (Complex Adaptive Systems), MIT Press. ISBN 0-262-61127-9
5. Koza, J.R.; Deb, K.; Dorigo, M.; Fogel, D.; Garzon, M.; Iba, H.; & Riolo, R., (Eds.) (1997). Genetic Programming 1997: Proceedings of the Second Annual Conference, Morgan Kaufmann. ISBN 1-55860-483-9
6. Koza, J.R.; & Others (Eds.)(1998). Genetic Programming 1998, Morgan Kaufmann Publishers. ISBN 1-55860-548-7
7. Koza, J.R.; Bennett, F.H.; Andre, D.; & Keane, M.A. (1999). Genetic Programming III: Darwinian Invention and Problem Solving, Morgan Kaufmann. ISBN 1-55860-543-6
8. Koza, J.R.; Keane, M.A.; Streeter, M.J.; Mydlowec, W.; Yu, J.; & Lanza, G. (2003). Genetic Programming IV: Routine Human-Competitive Machine Intelligence, Springer.  ISBN 1-4020-7446-8